# Casper Elgaard
Casper Elgaard (født 5. april 1978) er en dansk racerkører. Casper gør sig hovedsagelig i Danish Thundersport Championship, hvor han deltager med holdet STARK Racing / Elgaard Motorsport. Derudover har Casper deltaget flere gange i Le Mans. De senere år har Casper kørt for teamet Team Essex.
Casper har fire gange tidligere vundet DTC da det stod for Danish Touringcar Championship. 

## Karrieren kort
- 1992 Nummer 16 i junior-VM i karting. Nummer 17 i junior-EM i karting.
- 1994 Nummer to i Viking Trophy i karting.
- 1996 Nummer ni i DM i FF2000.
- 1997 Nummer to i DM i FF2000.
- 1998 Nummer tre i DM i FF1800. Nummer syv i det tyske mesterskab for FF1800.
- 1999 Deltager i Formel Renault Euro Cuppen. Nummer to i Euro Cuppen på Silverstone.
- 2000 Nummer 11 i Dansk Touringcar Challenge. Nummer 13 i Sports-Racing World Cup.
- 2001 Nummer fire i Danish Touringcar Championship. Udgik af 24-timers løbet på Le Mans.
- 2002 Nummer fire i Danish Touringcar Championship. Uplaceret i American Le Mans Series.
- 2003 Nummer to i Danish Touringcar Championship. Nummer tre i 4-timers Mini Le Mans på Padborg Park. Nummer to i sin klasse i *24-timers løbet på Le Mans.
- 2004 Vinder af Danish Touringcar Championship. Nummer ni i klassen og nummer 24 generelt i 24-timers løbet på Le Mans.
- 2005 Vinder af Danish Touringcar Championship. Nummer ni Le Mans Endurance Series. Gæstedeltagelse i ADAC Volkswagen Polo Cup.
- 2006 Vinder af Danish Touringcar Championship. Nummer 13 (delt) i Le Mans. i LMP1-klassen. Uplaceret i 24-timers løbet på Le Mans. Nummer 11 (delt) i klasse 2 i Danish Endurance Championship. Gæstedeltagelse i ADAC Volkswagen Polo Cup.
- 2007 Nummer tre i GT1-klassen i 24-timers løbet på Le Mans.
- 2009 Nummer 1 i LMP2 klassen i 24-timers løbet Le Mans

## Andre aktiviteter
Han vandt sæson 6 af Vild med dans sammen med Vickie Jo Ringgaard.

## Links
- Team Essex Arkiveret 11. februar 2009 hos  Wayback Machine
- Casper Elgaards hjemmeside Arkiveret 9. oktober 2007 hos  Wayback Machine